# Caffè Quadri

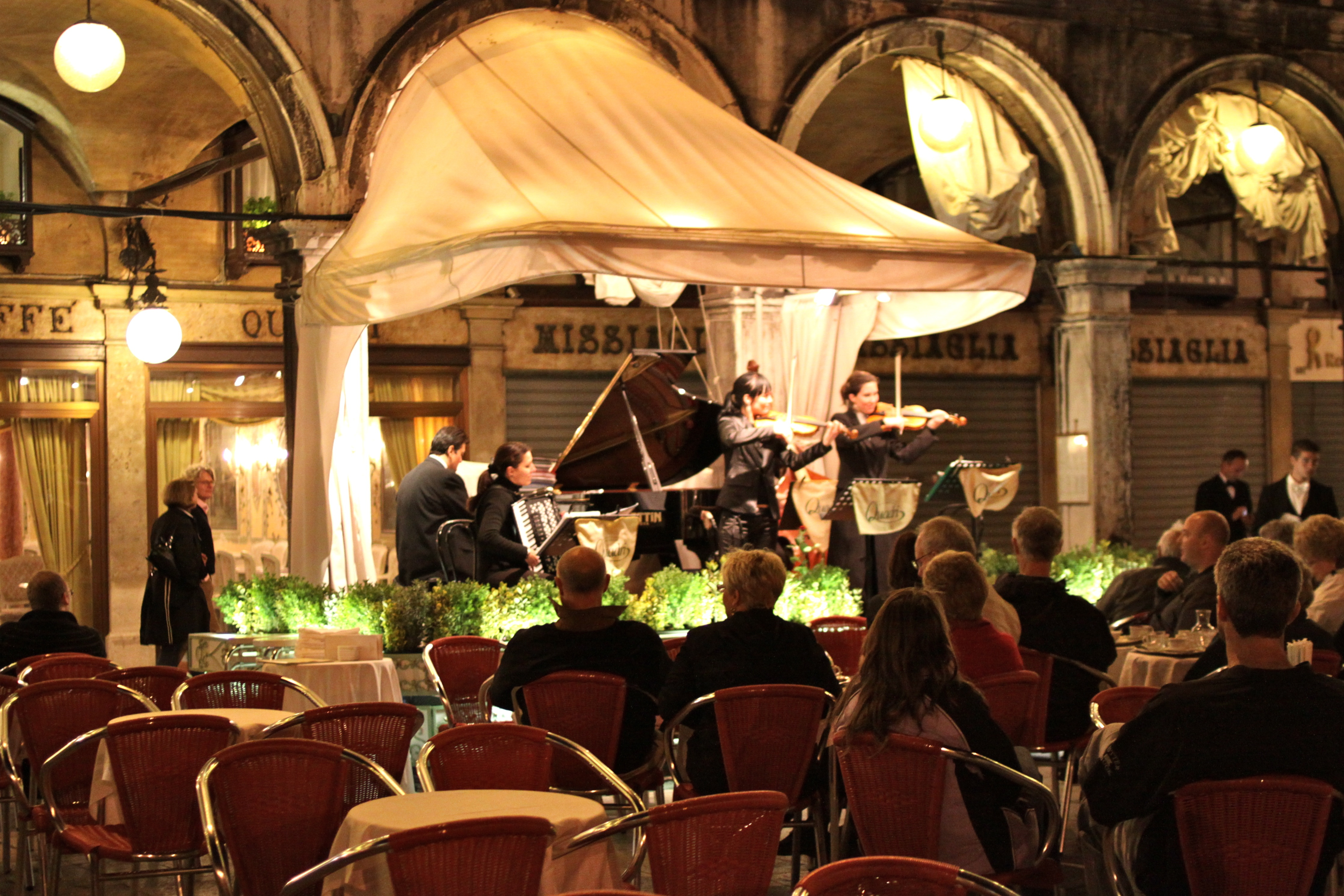
Ambiance musicale sur la terrasse du Quadri.

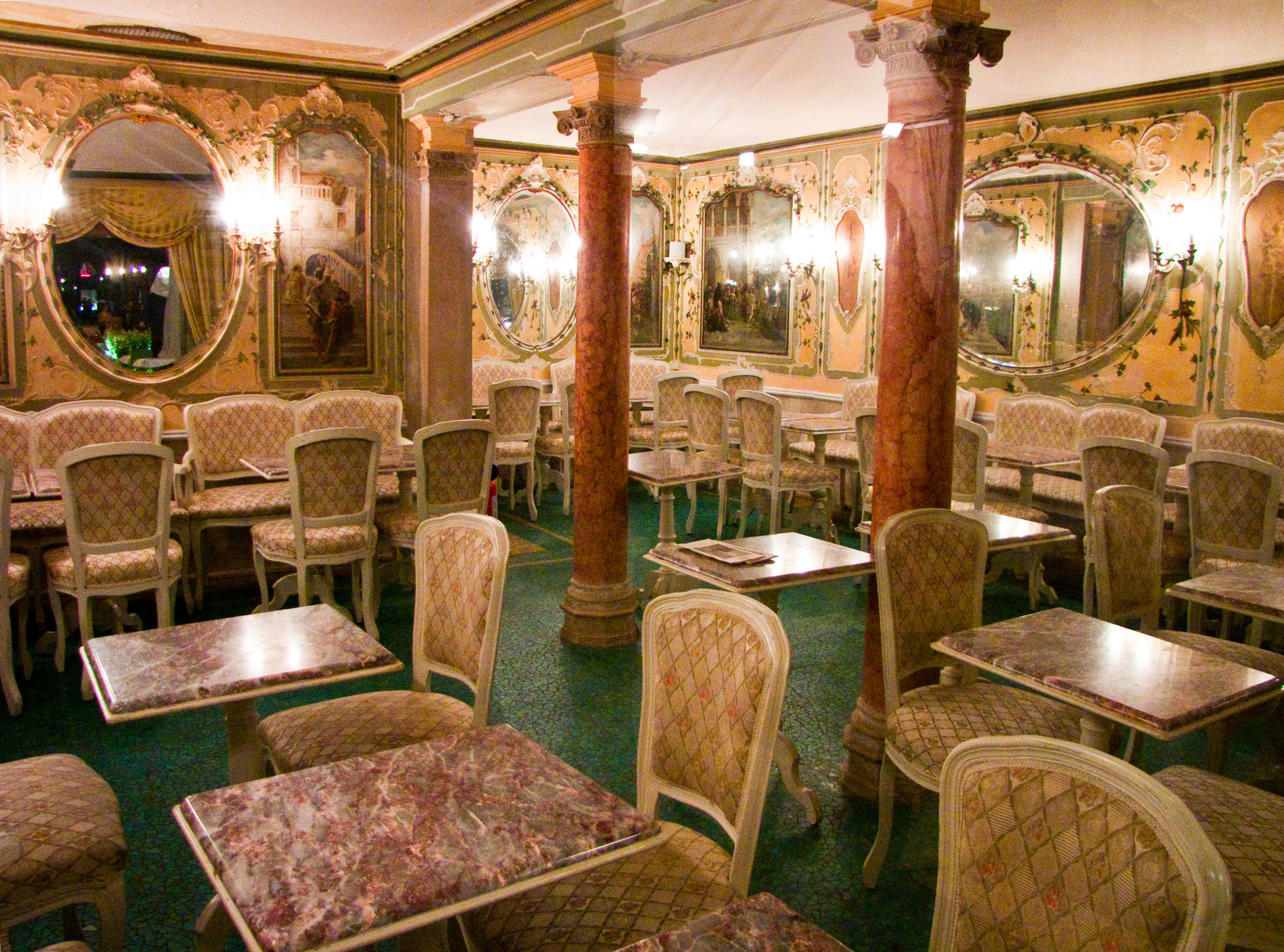
L'intérieur d'un salon.

Le caffè Quadri ou Gran Caffè Quadri est un café-restaurant historique situé sous les arcades des Procuratie Vecchie (it) de la place Saint-Marc à Venise.

## Histoire
Il s'agit de l'un des plus anciens établissements publics italiens. Son activité débute en 1775 lorsque le marchand vénitien Giorgio Quadri, de retour d'un long séjour  à Corfou, alors territoire de la Sérénissime, décide  avec son épouse grecque Naxina d'ouvrir un local destiné à la consommation de café.
En Europe, dès la fin du XVIe siècle, les Vénitiens sont les premiers à connaître le goût du café, alors vendu très cher et uniquement en pharmacie. La première bottega del caffè (boutique du café) est ouverte en 1683, par quelques commerçants turcs, sous les arcades de la Procuratie Nuove (it). En 1775, la seule piazza San Marco dénombre une bonne vingtaine de commerces destinés à la vente de café sur un total d'un peu plus de 200.
Giorgio Quadri ouvrit son établissement sous les arcades de la Procuratie Vecchie - rénovant un vieux débit de boisson déjà connu dans la vente de vin de Malvasia et de café - qui devint rapidement un des lieux de rendez-vous préféré de l'aristocratie vénitienne.
En 1830, le local subit une première importante restructuration, sous la gestion des frères Vivarini, qui en augmentèrent la surface, achetant l'étage supérieur où fut ouvert un restaurant. Le rez-de-chaussée fut décoré de stucs aux tons pastels verts et jaunes, et complété de tableaux de Giuseppe Ponga ainsi que de compositions picturales de Pietro Longhi représentant, selon la tendance de l’époque, des scènes de la vie quotidienne vénitienne.
Aujourd'hui encore, dans ses petits salons aux miroirs et aux précieux mobiliers se respire toujours une atmosphère de grand romantisme. Un service attentionné ainsi qu'un orchestre de qualité, en extérieur, perpétuent la réputation séculaire de cet établissement.
En 2018, le café rouvre ses portes après d'importants travaux de rénovation menés par le Français Philippe Starck sur demande des propriétaires actuels, les frères Alajmo, en collaboration avec l'architecte local Marino Folin, ex-directeur de l'université d'architecture de Venise. Il s'appuie également sur des artisans vénitiens pour la rénovation des tapisseries, créées par l'atelier Luigi Bevilacqua.

## Clients célèbres
Durant leur séjour à Venise, le caffè Quadri accueillit Stendhal, George Byron, Alexandre Dumas père, Richard Wagner, Marcel Proust et, à l'époque contemporaine, Mikhaïl Gorbatchev, François Mitterrand et Woody Allen.